# Meruliophana
Meruliophana is een monotypisch geslacht van schimmels uit de orde Polyporales. Het bevat alleen de soort Meruliophana mahorensis.  De familie is nog niet eenduidig bepaald (incertae sedis).